# Porricondylinae
Porricondylinae zijn een onderfamilie uit de familie van de galmuggen (Cecidomyiidae).